# Novobirzulivka, Baștanka
Novobirzulivka (în ucraineană Новобірзулівка) este un sat în comuna Prîvilne din raionul Baștanka, regiunea Mîkolaiiv, Ucraina.

## Demografie
Componența lingvistică a localității Novobirzulivka
     Ucraineană (92,37%)
     Rusă (6,49%)
Conform recensământului din 2001, majoritatea populației localității Novobirzulivka era vorbitoare de ucraineană (92,37%), existând în minoritate și vorbitori de rusă (6,49%).